# Vers-en-Montagne
Vers-en-Montagne és un municipi francès situat al departament del Jura i a la regió de Borgonya - Franc Comtat. L'any 2007 tenia 198 habitants.

## Demografia

### Població
El 2007 la població de fet de Vers-en-Montagne era de 198 persones. Hi havia 80 famílies de les quals 20 eren unipersonals (4 homes que vivien sols i 16 dones que vivien soles), 20 parelles sense fills, 36 parelles amb fills i 4 famílies monoparentals amb fills.
La població ha evolucionat segons el següent gràfic:
Habitants censats

### Habitatges
El 2007 hi havia 102 habitatges; 80 eren l'habitatge principal de la família, 13 eren segones residències i 10 estaven desocupats. 88 eren cases i 13 eren apartaments. Dels 80 habitatges principals, 61 estaven ocupats pels seus propietaris, 13 estaven llogats i ocupats pels llogaters i 6 estaven cedits a títol gratuït; 3 tenien una cambra, 3 en tenien dues, 6 en tenien tres, 19 en tenien quatre i 49 en tenien cinc o més. 68 habitatges comptaven, pel cap baix, amb una plaça de pàrquing. A 35 habitatges hi havia un automòbil i a 38 n'hi havia dos o més.

### Piràmide de població
La piràmide de població per edats i sexe el 2009 era:
| Homes | Edats   | Dones |
| ----- | ------- | ----- |
| 0     | 95 o +  | 0     |
| 0     | 90 a 94 | 4     |
| 0     | 85 a 89 | 4     |
| 0     | 80 a 84 | 0     |
| 4     | 75 a 79 | 0     |
| 0     | 70 a 74 | 8     |
| 0     | 65 a 69 | 4     |
| 12    | 60 a 64 | 0     |
| 4     | 55 a 59 | 8     |
| 36    | 50 a 54 | 16    |
| 12    | 45 a 49 | 12    |
| 0     | 40 a 44 | 16    |
| 0     | 35 a 39 | 0     |
| 0     | 30 a 34 | 4     |
| 4     | 25 a 29 | 0     |
| 4     | 20 a 24 | 0     |
| 16    | 15 a 19 | 16    |
| 8     | 10 a 14 | 4     |
| 0     | 5 a 9   | 0     |
| 4     | 0 a 4   | 0     |

## Economia
El 2007 la població en edat de treballar era de 130 persones, 93 eren actives i 37 eren inactives. De les 93 persones actives 87 estaven ocupades (49 homes i 38 dones) i 6 estaven aturades (6 dones i 6 dones). De les 37 persones inactives 21 estaven jubilades, 5 estaven estudiant i 11 estaven classificades com a «altres inactius».

### Ingressos
El 2009 a Vers-en-Montagne hi havia 83 unitats fiscals que integraven 209 persones, la mediana anual d'ingressos fiscals per persona era de 16.852 €.

### Activitats econòmiques
Dels 15 establiments que hi havia el 2007, 1 era d'una empresa alimentària, 4 d'empreses de construcció, 4 d'empreses de comerç i reparació d'automòbils, 1 d'una empresa d'hostatgeria i restauració, 1 d'una empresa financera, 3 d'empreses de serveis i 1 d'una empresa classificada com a «altres activitats de serveis».
Dels 6 establiments de servei als particulars que hi havia el 2009, 1 era un taller de reparació d'automòbils i de material agrícola, 1 paleta, 1 guixaire pintor, 1 lampisteria, 1 electricista i 1 restaurant.
L'any 2000 a Vers-en-Montagne hi havia 5 explotacions agrícoles que ocupaven un total de 435 hectàrees.

## Poblacions més properes
El següent diagrama mostra les poblacions més properes.